# Acodiplosis pulicariae
Acodiplosis pulicariae är en tvåvingeart som beskrevs av Jean-Jacques Kieffer 1913. Acodiplosis pulicariae ingår i släktet Acodiplosis och familjen gallmyggor. Inga underarter finns listade i Catalogue of Life.